# Istoria scufundării autonome
- 900 î.Hr.: o friză asiriană reprezintă câțiva scufundători, probabil soldați, ce respirau prin niște burdufuri din piele în timp ce înotau sub apă. Este cea mai veche mărturie a folosirii unui dispozitiv de respirat sub apă.

- sec.V î.Hr.: Scyllos din Sion și fiica sa Cyana se scufundă pentru a tăia ancorele navelor regelui Persiei, Xerxe.

- 415 î.Hr.: scufundătorii greci atacă sub apă și distrug barajele submarine la Siracuza.

- sec.IV î.Hr.: scrierile lui Aristotel Istoria animalelor, Oppian Haleuticele, Eschil Rugătoarele și Plinius cel Bătrân "Istoria naturală" cuprind referiri la viața și munca pescuitorilor de bureți de mare. În opinia acestora,"...ei sunt cei care au pătruns pentru întâia oară în chip sistematic în elementul neprimitor al apei".

- sec.III î.Hr.: matematicianul grec Arhimede (287-212 î.Hr.) enunță principiul flotabilității corpurilor solide în lucrarea Despre corpurile plutitoare.

- sec.VI d.Hr.: se fac primele referiri despre ama, pescuitoarele de perle din Japonia și Coreea de Sud .

- 1250: Roger Bacon descrie în lucrarea Opus Major niște rezervoare de aer destinate scufundătorilor.

- 1430: manuscrise aflate în Biblioteca Națională din München arată un scufundător care recuperează bunuri de la o epavă și care este echipat cu un costum și o cască din piele prelungită cu un tub până la suprafața apei și ale cărui extremități deschise sunt susținute de două flotoare.

- 1500: Leonardo da Vinci concepe unul din primele aparate autonome de respirat sub apă ale cărui schițe apar în lucrarea Codex Atlanticus. Aparatul lui da Vinci combina în același sistem atât alimentarea cu aer cât și controlul flotabilității însă nu există dovezi că ar fi reușit vreodată să pună în practică acest aparat.

- 1511: se reeditează lucrarea lui Vegetius De Re Militari în care sunt prezentate câteva gravuri ale unor mijloace de respirat sub apă. Într-una, un scufundător îmbrăcat cu un veșmânt strâmt, respiră într-un burduf plin cu aer, iar în alta un alt scufundător are capul acoperit în întregime cu o glugă fixată ermetic sub brațe. În partea superioară gluga comunică cu suprafața, iar extremitatea plutește susținută de o bașică umflată cu aer.

- 1628: Diego de Ufano descrie amănunțit un aparat similar în lucrarea Artilerici.

- 1667: fizicianul și chimistul englez Robert Boyle (1628-1691), descoperă pentru prima oară simptomele bolii de decompresie. După decompresia unui șarpe, Boyle observă formarea de bule de aer în ochii șarpelui. Robert Boyle cunoscut mai ales prin lucrările sale despre gaze, descoperă efectele pe care le are presiunea asupra diferitelor volume de gaze și enunță în anul 1670 legea compresibilității gazelor. De asemenea, Boyle este cel care a descoperit că aerul are greutate. În toate experimentele sale cu gaze, Boyle s-a folosit de pompa pneumatică a lui Van Guericke.

- 1676: Edme Mariotte (1620-1684), fizician francez completează legea lui Boyle adăugând enunțului "la temperatură constantă", legea devenind Boyle-Mariotte.

- 1680: fizicianul italian Giovanni Borelli descrie în lucrarea De motu animalium un dispozitiv inventat chiar de el care este considerat a fi strămoșul aparatului autonom. Scafandrul ține capul într-un vas din metal prevăzut cu o ferestruică iar aerul expirat, înainte de a se reîntoarce în vas, era împrospătat trecând printr-un tub lung din aramă umplut cu apă. Din când în când pentru a nu respira prea mult în vas, scafandrul se ridica la suprafață, deschidea două robinete și suflând elimină aerul viciat printr-un robinet lăsând să intre aer curat prin celălalt. Apoi închidea robinetele și cobora din nou pe fundul apei. Aceste mișcări ale scafandrului erau ușurate datorită lestului pe care-l purta precum și datorită unui element al aparatului ce semăna cu o seringă umplută cu aer și etanșe cu ajutorul căreia scafandrul modifica volumul, obținând astfel flotabilitate pozitivă sau negativă. În plus,scafandrul putea să-și pună niște înotătoare asemănătoare labelor de broască.

- 1714: Valentini descrie în lucrarea Musei Musearum un scafandru înzestrat cu o bonetă din pânză ceruită și cu o mască. În vârful acestei bonete prevăzută în partea de jos cu o pânză din bumbac mai groasă ce se strângea etanș în jurul gâtului, era prinsă o trompă lungă din piele cu ajutorul căreia scafandrul se scufunda în locuri adânci și să rămănă sub apă timp îndelungat.

- 1771: parizianul Freminet inventează "mașina hidrostatergatică". Aparatul era alcătuit dintr-o rezervă de aer, o cască cu ferestruică și o îmbrăcăminte din piele etanșe și solidă. O armătură metalică articulată asigura rezistența la presiunea apei lăsând în același timp scafandrului mai multă libertate a mișcărilor. Aparatul lui Freminet permitea circulația continuă a aerului, iar respirația se efectua prin intermediul unor foale pe care le purta scafandrul și care erau puse în mișcare de un resort. Cu acest aparat Freminet a stat timp de mai mult de o oră la adâncimea de 15 metri pe fundul fluviului Sena.

- 1775: abatele La Chapelle scrie Traité du scafandre în care apare menționat pentru prima dată termenul scafandru.

- 1797: inginerul german Karl Heinrich Klingert publică lucrarea Tauchermaschine (Aparat pentru scufundare) în care propune un aparat de respirat sub apă asemănător cu cel al lui Freminet.

- 1801: fizicianul englez John Dalton (1766-1844) formulează legea presiunilor parțiale ale gazelor ce alcătuiesc un amestec gazos.

- 1803: fizicianul american Joseph Henry (1797-1878) enunță legea dizolvării gazelor în lichide.

- 1808: Brizé-Fradin concepe un aparat autonom de respirat sub apă considerat a fi și el unul din strămoșii aparatelor autonome moderne.

- 1809: germanul Friedrich Von Drieberg inventează un aparat autonom numit “tritonul”. Aparatul era alcătuit dintr-un rezervor cu aer pe care scafandrul îl ținea în spate și alimentat cu aer de la suprafață printr-un tub. Scafandrul purta pe cap o coroană la care era atașată o vergea metalică. Prin mișcările capului, vergeaua acționa o supapă a rezervorului, scafandrul alimentându-se astfel cu aerul comprimat din acesta.

- 1825: englezul William James inventează un aparat de respirat sub apă prevăzut cu un recipient cu aer comprimat ce era livrat la debit constant. William James a formulat de asemenea pentru prima oară și principiul de funcționare al costumului cu volum constant. Deși utilizarea acestui aparat autonom era limitată la durate scurte de timp și adâncimi reduse, este considerat a fi primul aparat autonom de respirat sub apă.

- 1825: americanul Charles Condert inventează un aparat autonom ce era compus dintr-un rezervor în formă de potcoavă pe care scafandrul îl purta în zona mijlocului. Aparatul debita un flux continuu de aer în interiorul unei căști deformabile prin intermediul unui tub din cupru îndoit. Sistemul mai cuprindea și o supapă pentru umflarea costumului scafandrului. Cu acest aparat, Condert a efectuat câteva scufundări în East River din statul New York înainte de a-și pierde viața în anul 1832 datorită crăpării tubului de alimentare cu aer.

- 1827: francezul Beaudoin realizează un model propriu al unui aparat autonom care a fost mai puțin utilizat.

- 1828: Lemaire d'Augerville patentează aparatul "pneumatonautic" care permitea rămânerea sub apă timp de jumătate de oră. Aparatul era alcătuit dintr-o butelie purtată de scafandru pe spate și un sac respirator prevăzut cu două furtunuri din cupru în formă de spirală acoperite cu pânză impermeabilă și care se uneau la o mască facială. Scafandrul purta lest ai cărui plumbi erau suspendați la înalțimea pieptului. Butelia conținea o cantitate de 600 litri de aer comprimat la presiunea de 23 bar și putea fi încărcată cu ajutorul unei pompe manuale. Debitul de aer era reglat de scafandru prin intermediul unui robinet. Un alt robinet situat la partea superioară a aparatului solitar cu primul printr-un furtun interior, permitea comandarea admisiei aerului care era condus la sacul respirator și apoi la masca facială. Aceasta era prevazută pentru nas cu un dispozitiv din cupru și cu un strat de mastic în interior pentru a se potrivi la orice configurație a feței. Masca facială acoperea obrajii iar ochii erau protejați cu două geamuri mici. Elementul cel mai ingenios al aparatului îl constituia însă o bășică înotătoare aflată sub sacul respirator pe care scafandrul o putea umfla sau dezumfla permițându-i astfel să înoate pe sub nave. Aparatul "pneumatonautic"a fost experimentat de marina națională franceză efectuându-se scufundări până la adâncimea de 20 metri cu durata de 30 minute.

- 1845: Traussort, profesor de fizică la un liceu din Angers, Franța, studiază pentru prima oară efectele compresiei aerului asupra organismului uman participând el însuși la experimente. Rezultatele le publică într-un raport din Buletinul societății industriale din Angers.

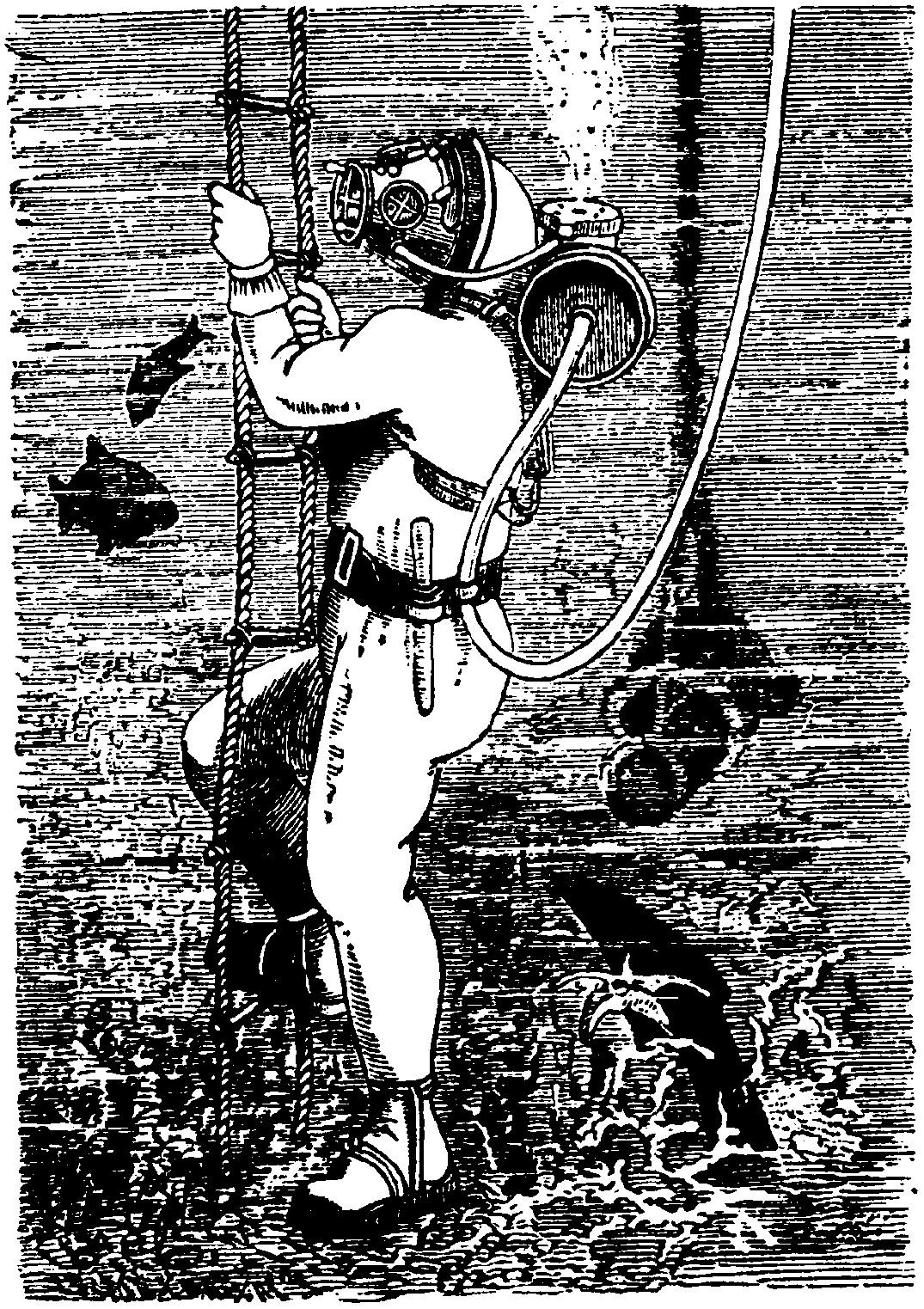
Aparatul Rouquayrol-Denayrouze

- 1860: Benoit Rouquayrol, un inginer de mine inventează "regulatorul pentru curgerea aerului comprimat", piesa principală a aparatului de salvare destinat minerilor. Rouquayrol se asociază cu ofițerul de marină Auguste Denayrouze pentru a transforma împreună aparatul de salvare într-un aparat de scufundare al cărui brevet este depus în același an la 14 Aprilie.

- 1861: francezul Boucquay student la Facultatea din Strasbourg prezintă o teză de doctorat intitulată De l'air comprimé (Despre aerul comprimat), în care descrie efectele compresiei aerului asupra organismului, introducând pentru prima oară noțiunea de decompresie lentă. De asemenea, tot în această teză, el menționează primul și exemplul sticlei cu apă gazoasă.

- 1862: Rouquayrol aduce o inovație aparatului de salvare pentru mineri și anume un muștiuc (piesă bucală) din cauciuc vulcanizat fixat la capătul unei piese metalice.

- 1864: la 11 Martie apare brevetul variantei perfecționate a aparatului de respirat sub apă, cu alimentare de la suprafață prin intermediul unui furtun din cauciuc și alimentat de la o pompă. În același an la 27 Iunie, apare brevetul variantei autonome. Anul urmator, aparatul autonom este dotat cu un fluier avertizor ce anunța apropiata epuizare a rezervei de aer comprimat, iar în anul 1866 detentorului acestui aparat i se atașează un prefiltru metalic în formă de stea destinat a opri impuritățile din aerul rezervorului.

- 1867: inginerul francez Triger, inventatorul chesonului de lucru, observă că accidentele muncitorilor chesonieri numite boala de decompresie sau boala de cheson, se produc atunci când organismul supus unei presiuni mai mari este decomprimat prea repede. Într-un raport publicat în Analele podurilor și șoselelor, el recomandă ca "dezecluzarea" (decompresia) chesonierilor să se facă pe durata a minim șapte minute, afirmând că în acest mod accidentele vor dispărea în totalitate.

- 1869: medicul de marină A. Le Roy de Mericourt ce studiase fiziologia scufundărilor în Oceanul Indian și Marea Mediterană, publică un raport specializat intitulat Considerații asupra igienei pescuitorilor de bureți. El a observat că "tulburările care apar la scafandrii se produc atunci când bulele de aer pătrund în circulația cerebrală".

- 1869: Jules Verne popularizează conceptul de aparat autonom de respirat sub apă în cartea 20 000 de leghe sub mări. Aparatul, de tip Rouquayrol-Denayrouze, era purtat de eroii cărții atunci când se duceau să vâneze în pădurile submarine.

- 1870: Rouquayrol și Denayrouze pun la punct un nou dispozitiv pentru aparatul lor, "aeroforul". Ca și în modelul anterior, scafandrul purta pe spate în poziție orizontală un rezervor din oțel ce conținea o mică cantitate de aer comprimat la presiunea de 40 bar. Din exterior o pompă împingea în rezervor aerul până la această presiune. Între rezervor și căile respiratorii aerul era destins în regulator, organ de precizie al aeroforului. Pe cele două fețe ale unei membrane acționau pe o parte presiunea ape, iar pe cealaltă presiunea aerului respirat. Dacă aceasta era inferioară presiunii apei sau atunci când plămânii începeau să fie comprimați, membrana se deforma declanșând deschiderea unei supape ce permitea pătrunderea aerului. Atunci când presiunea aerului creștea (în timpul expirației), sau când presiunea apei scădea (în timpul ridicării), supapa se închidea iar excesul de aer era evacuat prin deschiderea unei valve din cauciuc numită "cioc de rață". Prin acest regulator al aeroforului se realiza în mod automat echilibrul între presiunea apei exercitată la exterior asupra corpului scafandrului și presiunea aerului la interior în plămânii scafandrului. În acest mod, respirația nu necesita efectuarea unui efort deosebit. Aparatul Rouquayrol-Denayrouze în varianta autonomă, corespunde exact ca principiu aparatului autonom de astăzi. Acest aparat putea fi utilizat nu numai autonom dar și cu alimentare de la suprafață de la o pompă prin intermediul unui furtun din cauciuc, cu avantajul unei lungi durate de scufundare dar având inconvenientul unei mari jene in mișcare. Varianta autonomă a acestui "aparat cu presiune joasă" nu oferea o autonomie suficientă de scufundare (mai puțin de 15 minute la adâncimea de 10 metri), însă varianta mult mai perfecționată care a urmat "aparat respirator cu presiune mare", permitea atingerea adâncimii de 40 metri sau adâncimea de 10 metri și durata de peste o oră.

- 1893: Louis Boutan construiește primul aparat de fotografiat subacvatic cu care face și primele fotografii la laboratorul de biologie marină Arago din localitatea Banyuls-sur Mer din Franța. Boutan inventează și prima sursă subacvatică de lumină pentru fotografiere realizând în anul 1899 primele fotografii subacvatice cu sursă artificială de iluminat. În anul 1900, Boutan scrie prima carte despre fotografia subacvatică La photografie sous-marine.

- 1912: Apare primul raport Westfalia Maschinenfabrik asupra utilizării amestecurilor azot-oxigen (Nitrox) în aparatele autonome de scufundare.

- 1913: J. E. Williamson realizează primele filmări subacvatice cu ajutorul unui aparat montat într-o cameră sferică.

- 1923: W.H.Langley realizează primele fotografii subacvatice color la Dry Tortugas.

- 1925: Yves Le Prieur ofițer în Marina Franceză, pune la punct un aparat autonom de respirat sub apă cu manodetentor, la debit constant ce era alimentat cu aer comprimat dintr-o butelie Michelin. Varianta perfecționată a acestui aparat, cu mască facială, este aprobată de Marina Franceză în anul 1933 în ciuda slabelor sale performațe (durata de scufundare de numai 10 minute la adâncimea de 12 metri) datorită pierderii unei mari cantități de aer atunci când scafandrul inspira. În anul 1936 le Prieur începe să predea lecții practice de scufundare cu acest aparat în piscina de la Trocadero din Paris formând cu această ocazie primul club de scufundare numit "Club des plongeurs et de vie sous-marine".

- 1930: Louis Le Corlieu creează labele de înot pe care le patentează în anul 1935 mai întâi in Franța apoi în S.U.A.

- 1933: un grup de mai mulți scufundători din S.U.A., înființează primul club de scufundare în apnee numit "Bottom Scratchers", iar un an mai târziu la Paris mai mulți scufundători francezi formează primul club din Europa numit "Club des sous-l'eau".

- 1937: francezul George Comheines creează un aparat autonom de scufundare ce avea ca elemente principale supapa aparatului Rouquayrol-Denayrouze și butelia cu aer comprimat a aparatului le Prieur. Comheines împreună cu alți scafandri demonstrează funcționarea aparatului într-un acvariu la Paris în timpul unei expoziții internaționale. Aparatul a fost utilizat și de Marina Franceză.

- 1937: Alex Kramarenko brevetează la Nisa vizorul (masca) cu un singur geam. Tot el realizează și o pușcă pentru vânătoare subacvatică cu un resort fixat în fundul țevii acționat prin compresie.

- 1938: americanul Guy Gilpatrick scrie cartea The Complete Goggler (Scufundătorul complet) recunoscută ca fiind primul manual de scufundare sportivă.

- 1938: Maxim Forjot brevetează la Nisa o mască din cauciuc care cuprindea sub același geam atât ochii cât și nasul (mască facială). Forjot obține și primul brevet pentru un tub de respirat, precum și pentru o pușcă destinată vânătorii subacvatice al cărei resort funcționa prin extensie. În același an, George Beuchat realizează un alt model de pușcă la care săgeata era propulsată cu ajutorul a două, trei sau chiar patru praștii din cauciuc numite sandouri. Din acest motiv, lungimea țevii era mult redusă crescănd astfel precizia.

- 1939: Alex Kramarenko realizează un tub respirator prevăzut la partea superioară cu o valvă ce împiedica pătrunderea apei.

- 1939: Hans Haas publică in limba germană Vânătoarea subacvatică cu harponul și aparatul de filmat, prima în care se tratează scufundarea în apnee și autonomă împreună cu fotografierea subacvatică. În același an, Hans Haas realizează și primul film efectuat în scufundare în apnee intitulat Stalking Underwater.

- 1942: Hans Haas echipează vasul de cercetări "The Sea Devil" special pentru sufundări autonome cu are comprimat efectuând primele scufundări în Marea Roșie și Marele recif de corali din Australia.

- 1942: Jacques-Yves Cousteau și Frederic Dumas realizează primul lor film La 18 metri adâncime având ca temă scufundarea în apnee și vânătoarea subacvatică.

- 1942: Jaques-Yves Cousteau împreună cu Émile Gagnan, un inginer canadian specialist în detentoare la uzina L'Air Liquide din Paris, concep un detentor inspirat dintr-un regulator construit pentru alimentarea cu gaz de iluminat a motoarelor de automobil, care un an mai târziu este adoptat pentru utilizare sub apă.

- 1943: detentorul Cousteau-Gagnan eșuează primele teste efectuate în luna Februarie în râul Marne de lângă Paris. Se aduc o serie de modificări cum ar fi fixarea supapei de evacuare a aerului expirat în camera detentorului la același nivel cu cea de inspirație și punerea unui al doilea furtun separat pentru expirație. În același an în cursul verii și toamnei, Cousteau împreună cu Philippe Taillez și Frederic Dumas testează prototipul acestui aparat în Marea Mediterană. Deoarece aparatul se dovedește a fi sigur și deosebit de ușor de utilizat, este folosit și de către ceilalți membri ai familiei Cousteau, soția Simone Cousteau și cei doi fii. Cu această ocazie, Simone Cousteau devine prima femeie scafandru. Se efectuează peste 500 de scufundări testând aparatul încercându-se determinarea limitelor de utilizare. Astfel în luna Octombrie, Dumas atinge adâncimea de 64 de metri. Aparatul suferă o serie de perfecționări ajungându-se în anul 1945 la renumitul detentor Cousteau-Gagnan, CG-45. Acesta va fi urmat de alte variante perfecționate și anume de detentorul MISTRAL și Super Mistral de tipul "detentor dorsal" cu un singur etaj și apoi de detentorul Acquilon cu două etaje separate. Toate aceste modele au fost produse la firma Spirotechnique, o subsidiară a L'Air Liquide și comercializate în Franța începând cu anul 1946. Aparatul Cousteau-Gagnan stă la baza tuturor aparatelor de respirat cu aer comprimat utilizate în prezent în scufundarea autonomă. În S.U.A.aparatul Cousteau-Gagnan a fost comercializat sub denumirea de Aqualung.

- 1946: Jacques-Yves Cousteau pune la punct costumul cu volum constant. Fabricat din cauciuc vulcanizat, costumul a fost realizat special pentru scufundări cu durate mari de timp în ape cu temperatură scăzută.

- 1947: Frederic Dumas stabilește un nou record de scufundare atingând adâncimea de 93 metri in Marea Mediterană.

- 1948: sunt importate în S.U.A.primele detentoare Cousteau-Gagnan sub denumirea de Aqualung de către René Bussoz, văr îndepărtat al familiei Cousteau, prin firma acestuia "René's Sporting Goods". După plecarea lui Bussoz în Franța în anul 1953, noua conducere a firmei împreună cu o echipă tehnică de la La Spirotechniques, transformă René's Sporting Goods în U.S.Divers care cu timpul devine unul din principalii producători mondiali de echipament de scufundare.

- 1949: Dimitri Rebikoff inventează torpila cinematografică sau torpila Rebikoff în scopul ușurării deplasării sub apă a operatorului camerei cinematografice.

- 1951: americanul E.R.Cross concepe primul detentor cu un singur furtun și două etaje pe care-l denumește "Sport Diver". Detentorul avea la bază aparatul de alimentare cu oxigen al piloților de avioane. Sunt fabricate și alte modele iar ultimul dintre acestea, "Waterlung" produs de firma Sportsways, devine în scurt timp extrem de popular în S.U.A. înlocuind aproape în totalitate detentorul Aqualung cu două furtunuri.

- 1951: este înființată la Los Angeles revista Skin Diver Magazine de către doi scafandri, Chuck Blakeslee și Jim Auxier. În scurt timp, revista devine sursa principală de informații nu numai pentru scufundătorii în apnee dar și pentru scafandrii care folosesc aparatul autonom de respirat sub apă, atât în S.U.A. cât și în alte țări. În prezent, Skin Diver Magazine este considerată a fi cea mai bună revistă din domeniu.

- 1951: firma La Spirotechniques introduce un nou robinet pentru butelia de scufundare prevăzut cu rezervă. Rezerva poate fi folosită de scafandru după epuizarea cantității de aer comprimat din butelie, pentru ridicare la suprafață. În S.U.A.robinetul cu rezervă poartă denumirea de "robinet J", iar cel fără rezervă "robinet K" conform poziției pe care o ocupau aceste piese în primul catalog al firmei U.S.Divers apărut în anul 1953.

- 1952: Jaques-Yves Cousteau, Frederic Dumas și James Dugan publică Lumea tăcerii, carte în care este arătată invenția aparatului autonom de respirat sub apă precum și relatări referitoare la numeroasele scufundări efectuate de autori cu acest aparat. Cartea a devenit extrem de cunoscută în întrega lume determinând numeroși scufundători în apnee să utilizeze un aparat autonom de respirat sub apă.

- 1953: se înființează primul club de scufundare din S.U.A. "The Sea Sabres SCUBA Club".

- 1954: Zale Perry stabilește primul record feminin de scufundare, atingând adâncimea de 64 metri lângă Catalina Island în California.

- 1956: Hugh Bradner cercetător la Universitatea Berkeley din California , folosind neopren (cauciuc sintetic) produs de firma" Rubatex" pentru izolația termică a automobilelor, concepe primul costum umed de scufundare. Costumul este fabricat apoi de firma "Edco" din California.

- 1956: americanul Jordan Klein înființează firma „Mako”, primul fabricant specializat de compresoare de înaltă presiune pentru încărcarea buteliilor de scufundare. Pentru început el a importat unele piese componente de compresor de la firma Bauer din Germania, producătoare atunci de compresoare industriale.

- 1956: americanul Ted Nixon introduce steagul de semnalizare pentru scufundare având ca însemn distinctiv o diagonală albă pe fond roșu. Steagul are scopul de a avertiza ambarcațiunile că sub apă se află scafandrii și că nu trebuie să se apropie de acel loc.

- 1958: suedezul Ingvar Elfström înființează firma de echipament de scufundare „Poseidon” și în același an depune un brevet al unui detentor cu două etaje.

- 1958: "Sherwood Manufactering" din S.U.A. produce primul detentor de scufundare prevăzut cu piston pentru a concura actualele modele care foloseau o membrană pentru destinderea presiunii aerului, conform modelului original Cousteau-Gagnan. Sherwood va fabrica detentoare cu un piston în diferite modele care au fost distribuite de firme de renume cum ar fi U.S.Divers, Voit, Healthways, Swimaster, Scubapro, Nemrod ș.a.unele versiuni ale acestora fiind utilizate și în prezent.

- 1959: americanul Frank Scalli pune la punct un program de scufundare în vederea introducerii unor cursuri de instruire în scufundarea autonomă în mai multe colegii și universități de prestigiu din S.U.A.precum Harvard, Massachussettes Institute of Technology, U.S. Military Academy, U.S.Naval Academy. Pe baza acestui program al lui Scalli, organizția Y.M.C.A. inaugureză în același an, primul program la nivel național de instruire pentru obținerea brevetului de scafandru sportiv utilizând aparat autonom de respirat sub apă.

- 1959: ia naștere "Confederația Mondială a Activităților Subacvatice" (CMAS). Membri fondatori sunt federațiile naționale de specialitate din Belgia, Brazilia, Elveția, Franța, Germania (R.F.G.), Grecia, Italia, Iugoslavia, Malta, Marea Britanie, Olanda, Portugalia, Spania și S.U.A.

- 1960: se înființează "National Association of Underwater Instructors" (NAUI) de către Al Tillman și Neal Hess personalități de seamă în dezvoltarea scufundări autonome din S.U.A. Organizația N.A.U.I. se dezvoltă continuu devenind prima organizație internațională a scafandrilor sportivi. În prezent, N.A.U.I. este una din cele mai importante la nivel mondial având cel mai mare număr de cluburi afiliate.

- 1960: firm "Viking Norseman" din Suedia produce primul detentor cu două furtunuri prevăzut cu detentor de rezervă.

- 1961: francezul Maurice Fenzy brevetează un dispozitiv ce includea un sac gonflabil prevăzut cu o mică butelie din oțel încărcată cu aer comprimat. Dispozitivul devine astfel prima vestă de salvare (tip standard) destinată scafandrilor autonomi și comercializată sub denumirea "Fenzy".

- 1961: Ed Riplogle inventează o alarmă audio ce anunța scafandrul în mod automat de scăderea presiunii aerului din butelie. Dispozitivul este fabricat de „Sherwood Manufactering”, care cu acest prilej evidențiază faptul că securitatea în timpul scufundării va constituie una din principalele preocupări ale producătorilor de echipament de scufundare.

- 1962: elvețianul Hanness Keller folosindu-se de rețete proprii de preparare a amestecurilor respiratorii sintetice, efectuează o scufundare la adâncimea de 303 m.

- 1963: Gustav dalla Valle un importator și distribuitor de echipament de scufundare împreună cu Dick Bonin fost scafandru în U.S.Navy, înființează propria firmă producătoare de echipament de scufundare,"Scubapro". De-a lungul anilor,"Scubapro" devine unul din cei mai importanți producători mondiali, contribuind cu numeroase invenții și inovații la dezvoltarea aproape a tuturor pieselor echipamentului de scufundare. Dintre acestea pot fi amintite următoarele: robinet cu indicator de presiune, decompresimetru mecanic, etaj II cu clapet aval, consolă pentru instrumente, labe de înot cu canale pentru jet de apă, vizor panoramic, etaj II cu ventil de reglare a debitului, vestă de salvare tip jachetă, manometru submersibil, busolă submersibilă, profundimetru umplut cu ulei, vizor din silicon, profundimetru cu membrană.

- 1964: apare in România cartea Sportul subacvatic scrisă de Mihai Lefterescu. Lucrarea este prima de acest gen care s-a tipărit la noi și în care sunt abordate multiple aspecte atât ale scufundării în apnee cât și ale scufundării autonome cu aer comprimat (echipament, fiziologie, fizică, procedee, accidente de scufundare, pregătire practică, fotografie subacvatică etc).

- 1964: este lansată în La Paz, Mexic, nava „Marilsa” special concepută și echipată pentru efectuarea în mod organizat de scufundări cu caracter sportiv. Se pun astfel bazele unei noi activități de scufundare, turismul subacvatic. În anii următori, turismul subacvatic se va dezvolta în mod impetuos odată cu apariția de ambarcațiuni ultramoderne special construite, transportând scafandrii spre cele mai pitorești și îndepărtate zone ale mărilor și oceanelor.

- 1965: Al Tilman, unul din fondatorii N.A.U.I. înființează "UNEXSO Diving Resort" în Freeport, Bahamas, primul resort destinat exclusiv scafandrilor. UNEXSO oferea în premieră atât activități subacvatice cât și pentru petrecerea timpului liber.

- 1966: este fondată în S.U.A. „Profesional Association of Underwater Instructors” (PADI) de către John Cronin și Ralph Ericson. P.A.D.I. devine una din cele mai importante organizații de profil din lume, având în prezent cel mai mare număr de scafandrii brevetați. Anual, pe plan mondial, P.A.D.I. brevetează un număr de 550 000 scafandrii.

- 1967: firma „Luxfer Cylindres UK” introduce prima butelie de scufundare fabricată din aliaj de aluminiu.

- 1968: P.A.D.I. introduce brevetul nominal de scafandru cu fotografie pentru a elimina posibilitatea achiziționării de echipament de scufundare sau încărcării buteliilor de către persoane fără pregătire.

- 1968: americanii John Gruener și Neal Watson utilizând un aparat autonom de scufundare cu aer comprimat, ating adâncimea de 133 metri.

- 1969: se înființează la San Francisco „Sea and Sea Travel”, prima agenție de turism destinată în exclusivitate scafandrilor și având ca destinații în special insulele din Marea Caraibilor ca Bonaire, Cuzumel sau Grand Cayman.

- 1970: medicul Morgan Wells începe mai multe experimente în cadrul „National Oceanic and Atmospheric Administration” (NOAA) pentru utilizarea amestecurilor respiratorii azot-oxigen (Nitrox) în timpul efectuării scufundărilor autonome cu caracter civil. Aceste experimente au avut la bază numeroase alte teste anterioare efectuate de către U.S.Navy începând cu anul 1943.

- 1970: se înființează organizația "Scuba Schools International" (S.S.I.).

- 1975: este susținut în cadrul P.A.D.I. primul curs pentru pregătirea instructorilor de scufundare.

- 1976: Jacques Mayol coboară în apnee până la adâncimea de 100 m.

- 1978: NOAA (National Oceanic and Atmospheric Association) publică tabelele de decompresie "NOAA NITROX I"(68%N2/32%O2), iar în anul 1990 "NOAA NITROX II"(36%O2) destinate efectuării de scufundări cu caracter civil.

- 1983: apare lucrarea Decompression-Decompression Sickness a lui Dr. Albert A. Bühlmann care începând cu anul 1959 efectuează o serie lungă de teste în cadrul scufundare în saturație laboratorului de fiziologie hiperbară al Spitalului Universitar din Zürich. Lucrarea este considerată a fi cea mai completă din domeniu și va sta la baza calcului algoritmic al tuturor calculatoarelor de scufundare. Sunt elaborate tabelele de scufundare la altitudine  Bühlmann-700 și Bühlmann-1500 pentru scufundări până la altitudinea de 700 m respectiv 1500 m.

- 1983: este introdus "Orca Edge", primul calculator de scufundare. Calculatorul putea să monitorizeze scufundările și să calculeze timpii de scufundare sub curba de securitate, precum și limitele de adâncime. În anii următori apar numeroase alte modele de calculatoare de scufundare din ce în ce mai perfecționate și complexe, anunțând o nouă eră pentru instrumentele de scufundare.

- 1983: Jaques Mayol stabilește un nou record de scufundare liberă, 105 m, fiind primul om ce reușește să depășească bariera celor 100 m.

- 1985: Dick Rutkowski un fost instructor de scufundare la NOAA, fondează IAND (International Association of Nitrox Divers) și începe predarea primelor cursuri de scufundare cu amestec Nitrox. În anii următori apar tot mai multe asociații specializate în scufundare sportivă cu amestec respirator Nitrox (IANTD), Technical Diving International (TDI) etc.

- 1996: este atinsă adâncimea de 110 m în scufundarea liberă de către Umberto Pelizzari.

- în prezent: scufundarea autonomă sportivă continuă să se dezvolte în special în cadrul unor activități ca fotografia, filmarea și turismul subacvatic. Apar numeroase cărți și reviste de specialitate, iar echipamentul de scufundare cunoaște o mare diversificare de stiluri, culori și modele ce atrag numeroși noi practicanți. Sunt adoptate din scufundarea profesionistă și militară noi tehnologii cum ar fi comunicații ultrason, măștile faciale și amestecurile binare de heliu-oxigen (Heliox) sau ternare de heliu-oxigen-azot pentru a fi utilizate cu aparate autonome ce funcționează în circuit semiînchis sau închis denumite recirculatoare. Firma Dräger AG introduce primul aparat cu circuit semiînchis Atlantis I destinat scufundărilor cu caracter civil, urmat apoi de aparatele Dräger Dolphin și Dräger Ray. Apar numeroși alți producători, iar aparate precum Halcyon, MK 5P, Phibian, Prism Topaz, CCR 2000, Buddy Inspiration, Azimuth ș.a., sunt concepute special atât pentru scufundări cu caracter sportiv cât și științific sau pentru explorarea peșterilor inundate. În această perioadă se remarcă totodată o continuă îmbunătățire a confortului, durabilității și eficienței echipamentului de scufundare precum și a proceselor de pregătire, educație, antrenament, siguranța scufundărilor și protecția mediului subacvatic.